# Нильсен, Лене Х.
Ле́не Х. Ни́льсен (дат. Lene X. Nielsen; род. 26 февраля 1960, Видовре) — датская кёрлингистка.
В составе женской сборной Дании участница чемпионата мира 1988 (заняли пятое место) и зимних Олимпийских игр 1998 (где кёрлинг был представлен как показательный вид спорта; женская команда Дании заняла шестое место). Чемпион Дании среди женщин и среди смешанных команд.

## Достижения
- Чемпионат Дании по кёрлингу среди женщин: золото (1988)[3].
- Чемпионат Дании по кёрлингу среди смешанных команд: золото (1988)[4].

## Команды
| Сезон                                          | Четвёртый     | Третий          | Второй             | Первый             | Запасной | Турниры                              |
| ---------------------------------------------- | ------------- | --------------- | ------------------ | ------------------ | -------- | ------------------------------------ |
| 1987—88                                        | Хелена Блак   | Малене Краусе   | Лене Х. Нильсен    | Лоне Кристофферсен |          | ЧДЖ 1988                             |
| 1987—88                                        | Хелена Блак   | Малене Краусе   | Лоне Кристофферсен | Лене Х. Нильсен    |          | ЗОИ 1988 (6 место) ЧМ 1988 (5 место) |
| Кёрлинг среди смешанных команд (mixed curling) |               |                 |                    |                    |          |                                      |
| 1981—82                                        | Томми Стьерне | Лене Х. Нильсен | Петер Андерсен     | Лоне Кристофферсен |          | ЧДСК 1982                            |

(скипы выделены полужирным шрифтом)